# Szropy
Szropy (niem. Schroop) – wieś w Polsce w województwie pomorskim, w powiecie sztumskim, w gminie Stary Targ. Wieś jest siedzibą sołectwa Szropy, w którego skład wchodzą również miejscowości Gintro, Jodłówka i Zielonki.
W latach 1975–1998 miejscowość administracyjnie należała do województwa elbląskiego. W latach 1945–1954 i 1973–1976 wieś była siedzibą gminy Szropy.
We wsi znajduje się szkoła podstawowa im. Feliksa Łoyki, placówka Ochotniczej Straży Pożarnej, poczta, bank, kilka sklepów oraz boisko.

## Historia
W 1280 pojawiły się pierwsze udokumentowane wzmianki o wsi (w dokumentach pojawiła się wówczas nazwa Scrope, w 1316 die Schrape, w 1404 Schroppe, Schropa i ponownie Scrope, w 1518 Sropen, w 1648 Schroop, w 1694 Schrave, a w 1764 Sruppy).
Budowę pierwszej świątyni parafialnej w Szropach datuje się na XIV wiek. Kościół został poważnie uszkodzony podczas wielkiej wojny z Zakonem. Miejscowość w czasach krzyżackich należała do komturii marienburskiej. Wyasygnowała ona w 1412 materiały do remontu świątyni, która od 1683 jest filialnym kościołem parafii w Kalwie. Nowy kościół o konstrukcji szkieletowej powstał w 1669.
Szropy zwane były w XVI wieku własnością królewską w starostwie sztumskim, a 672 hektary ziemi dzierżawił Wacław Baliński. Cztery włóki należały do księdza, a dwie do sołtysa. W miejscowości istniały dwie karczmy, a także dwa młyny wybudowane w stawie rybnym.
Wieś królewska położona była w I Rzeczypospolitej w województwie malborskim. W 1565 powstało starostwo szropskie, które wydzielone zostało z dawnego starostwa sztumskiego. W 1582 Jakub Czender kupił spustoszony wcześniej młyn od Jana Rybaka i odbudował go. Wieś w następnym roku otrzymał w dzierżawie Jerzy Baliński, w 1648 Zygmunt Guldenstern, w 1689 Władysław Łoś, a w 1755 starosta szropski Stefan Piegłowski. 13 lutego 1758 wieś i starostwo otrzymał publicysta i ekonomista Feliks Franciszek Łoyko. W wyniku I rozbioru Polski w 1772 Szropy znalazły się w granicach Królestwa Prus. Pod koniec XIX wieku we wsi istniała szkoła ewangelicka. Osób wyznania katolickiego było ok. 300, ewangelickiego ponad 100, a innych ok. 30.
Historyczny układ ruralistyczny wsi placowej z XIII wieku został zachowany. Zachowało się szereg budynków z początku XX wieku.
Placówka Ochotniczej Straży Pożarnej w Szropach istnieje oficjalnie od 1948. Pierwszym jej prezesem był Kazimierz Sarnowski.
Od 1945 do 1954 oraz od 1973 do 1976 w Szropach znajdowała się siedziba urzędu gminy. Do 1975 należała ona do powiatu sztumskiego oraz do województwa gdańskiego. W miejscowości znajdował się m.in. posterunek Milicji Obywatelskiej. Od 1893 istniał przystanek kolejowy w Szropach (pociągi kursowały tam do końca XX wieku, kilka lat po zawieszeniu przewozów linię rozebrano).

## Zabytki

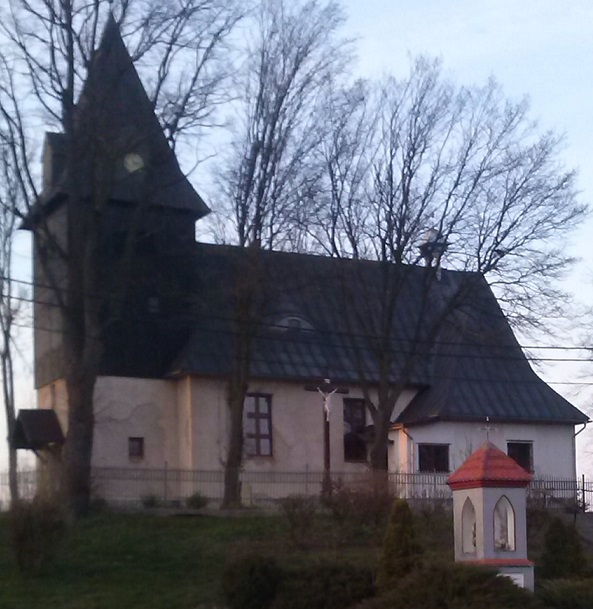
Kościół pw. św. Apostołów Piotra i Pawła

Według rejestru zabytków NID na listę zabytków wpisane są:
- kościół filialny pw. św. Apostołów Piotra i Pawła, (XVII, XIX), po 1930, nr rej.: A-1389 z 16.06.1993
- cmentarz przykościelny z XIV wieku, nr rej.: j.w.

Powstały prawdopodobnie w XIV wieku kościół pw. św. Apostołów Piotra i Pawła kilkukrotnie przebudowywano, m.in. w 1647 i w latach 1820–1821. Aktualny wygląd kościoła (wpisanego do rejestru zabytków) pochodzi z lat 30. XX wieku. Kościół został założony na planie zbliżonym do prostokąta. Jest orientowany, murowany i otynkowany. Posiada kamienną podmurówkę i dwuspadowy dach, który nad prezbiterium przechodzi w trójpołaciowy i kryty blachą na rąbek stojący. Znajduje się tam sygnaturka. Prezbiterium jest oszkarpowane i trójbocznie zamknięte. Do zachodniej elewacji przylega wieża, która w przyziemiu jest murowana, a w górnej części drewniana. Jest ona zwieńczona ostrosłupowym hełmem, krytym blachą na rąbek stojący. Posiada on cztery lukarny i zwieńczony jest metalowym krzyżem na kuli. Zakrystia mieści się w elewacji południowej i także posiada dach trójpołaciowy i kryty blachą na rąbek stojący. Elewacje korpusu i prezbiterium oraz zakrystii zwieńczone są profilowanym gzymsem.

## Szkoła

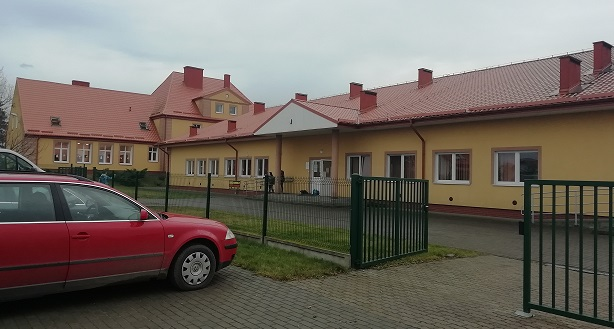
Szkoła Podstawowa im. Feliksa Łoyki w Szropach

Szkoła podstawowa znajdująca się w Szropach nosi imię Feliksa Łoyki. Powstała ona w 1946 jako Publiczna Szkoła Powszechna. Pierwsze zajęcia odbyły się 20 maja, a pierwszym kierownikiem placówki był Józef Chamczyk. Aktualnie dyrektorem szkoły jest Grażyna Krupa (która zastąpiła pełniącą funkcję w latach 1996–2021 Teresę Skolimowską – radną powiatu sztumskiego, w latach 2007–2010 radną sejmiku województwa pomorskiego).

## Sport
W miejscowości działa klub piłkarski Tęcza Szropy, występujący w malborskiej B klasie. W przeszłości drużyna ze Szrop występowała jako rezerwy Gminnego Klubu Sportowego Powiśle Stary Targ. Założenie klubu w Szropach datuje się na 28 lutego 1949.